# Geological Society of America
De Geological Society of America (afgekort GSA) is een academisch genootschap uit de Verenigde Staten dat zich ten doel stelt het onderzoek in de aardwetenschappen te stimuleren. 
Het genootschap werd in 1888 in New York opgericht naar voorbeeld van de Geological Society van Londen. Onder de stichters waren James Hall, James Dana en Alexander Winchell. Onder de eerste president (Hall) had de GSA 100 leden. Dit aantal groeide geleidelijk aan tot 600 in 1931, toen het explosief toenam dankzij een gift van 4 miljoen Amerikaanse dollar door de toenmalige president Richard Penrose.
Het genootschap zetelt sinds 1968 in Boulder (Colorado). In 2007 had het 21.000 leden in meer dan 85 landen. In Noord-Amerika heeft de GSA zes regionale onderverdelingen en zeventien onderverdelingen op vakgebied.
De GSA heeft zich ten doel gesteld de aardwetenschappen verder te ontwikkelen, de aardwetenschappelijke kennis onder haar leden te vergroten en de aardwetenschappen in de algemene belangstelling te krijgen. De belangrijkste bezigheden van het genootschap zijn het organiseren van jaarlijkse wetenschappelijke bijeenkomsten en het publiceren van wetenschappelijk tijdschriften. De GSA geeft de tijdschriften Geology, GSA Bulletin, Geosphere en GSA Today uit. Het laatste is vrij te bekijken op internet.
De GSA onderscheidt geleerden die belangrijke bijdragen hebben gedaan in de aardwetenschappen met twee belangrijke wetenschapsprijzen: de Penrose Medal en de Arthur L. Day Medal.